# أرت وايت
أرت وايت (بالإنجليزية: Art White)‏ هو لاعب كرة قدم أمريكية أمريكي، ولد في 6 ديسمبر 1915 في لوكهارت في الولايات المتحدة، وتوفي في 23 يناير 1996.

## وصلات خارجية
- أرت وايت على موقع مرجع كرة القدم المحترفة.كوم (الإنجليزية)